# 瓦多利古雷
瓦多利古雷（義大利語：Vado Ligure），是意大利萨沃纳省的一个市镇。总面积23.38平方公里，人口8511人，人口密度364.0人/平方公里（2009年）。ISTAT代码为009064。